# Mývatnsheiði
Die Mývatnsheiði ist eine Hochebene im Norden Islands beim See Mývatn. Sie grenzt im Norden an das Reykjadalur und im Süden an die Einöde des Ódáðahraun, im Westen an das Bárðardalur und im Osten an das Tal des Mývatn. An ihrer höchsten Stelle erreicht sie 322 m.

## Hof Stöng, Mývatnsheiði
Es befindet sich noch ein einziger bewohnter Hof auf der Mývatnsheiði; er trägt den Namen Stöng wie der berühmte Hof im Þjórsárdalur, der 1104 von einem Aschenregen der Hekla begraben wurde und im 20. Jahrhundert als Museumshof rekonstruiert wurde. 
Der etwas abseits gelegene Bauernhof Stöng – er lebt von Schafszucht und Tourismus – bezieht für Heizung und Haushalt sein heißes Wasser aus einem eigenen Bohrloch. Aus ihm strömen pro Sekunde 3 l von 60 °C heißem Wasser. Auf der Hochebene findet man auch die Reste einiger anderer inzwischen verlassener Höfe.

## Nonskarðsás
Die Ringstraße (Hringvegur) von Akureyri zum Mývatn führt über die Hochebene. Im Norden der Straße befindet sich ein kleiner See, der Másvatn. Ca. 2–3 km hinter dem Mávatn trifft man in Richtung Mývatn auf eine Wegkreuzung. Von hier führt ein Seitenweg zum Hof Stöng und ins Bárðardalur. Diese Stelle heißt Nonskarðsás. An klaren Tagen kann man von hier das Gebiet des Mývatn mit den angrenzenden vulkanischen Bergen gut überblicken und sogar bis zum Gebirgszug der Dyngjufjöll im Süden und zur Nordseite des riesigen Gletschers Vatnajökull schauen.

## Flüsse und Furten
Wenn man von der Mývatnsheiði herunterkommt, begleitet einen bald hinter der Kreuzung nordöstlich (links) der Straße Nr. 1 der Laxá í Aðaldal, einer der bekanntesten Lachsflüsse des Landes. Dort kann man im Frühsommer die ausgesprochen farbenprächtigen Männchen der Kragenente (isl. straumönd) beobachten.
Am unteren Rand der Hochebene trifft man auf die Abzweigung zu weiteren Höfen. Einer der Höfe östlich der Straße heißt Helluvað. Vað ist das isländische Wort für Furt (vgl. dt. „waten“). Und tatsächlich musste bis in die Mitte des 20. Jahrhunderts hier der kleine Fluss Helluvaðsá auf dem Weg nach Skútustaðir watend durchquert werden. Eine Brücke über den Fluss Laxá in der Nähe wurde erst 1902 gebaut. Bis dahin musste auch die Laxá durchwatet werden.